# Palača Estévez
Palača Estévez (šp. Palacio Estévez) je građevina koja se nalazi u gradu Montevideo, Urugvaj. Nalazi se u elitnoj povijesnoj četvrti Montevidea Ciduad Vieji.
Gradnja je započela 1873. godine  (završena 1874.) i služila je primarno kao ured predsjednika Urugvaja. Naknadno je prenamijenjena u muzej i sadrži veliku količinu stvari koje su koristili bivši predsjednici. Lorenzo Latorre bio je prvi predsjednik koji je koristio palaču kao svoje radno mjesto.
Prije nego što je postala ured predsjednika, nalazila se u vlasništvu svećenika Francisca Estéveza.